# Powiat Kuji
Powiat Kuji (jap. 久慈郡 Kuji-gun) – powiat w Japonii, w prefekturze Ibaraki. Ma powierzchnię 325,76 km². W 2020 roku mieszkało w nim 15 736 osób, w 6333 gospodarstwach domowych  (w 2010 roku 20 073 osoby, w 7131 gospodarstwach domowych) .

## Miejscowości
- Daigo

## Historia[4]

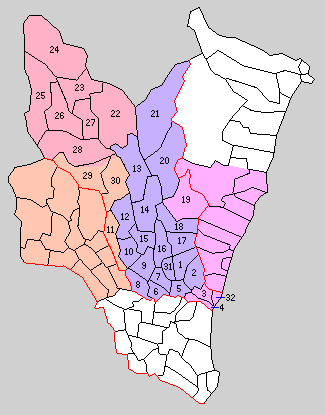
Powiat Kuji (1889 r.)

- Powiat został założony 2 grudnia 1878 roku. Wraz z utworzeniem nowego systemu administracyjnego 1 kwietnia 1889 roku powiat Kuji został podzielony na 1 miejscowość i 31 wiosek[5].
- 3 lipca 1890 – wioska Sahara wydzieliła się z części wioski Yorigami. (1 miejscowość, 32 wioski)
- 20 lipca 1891 – wioska Daigo zdobyła status miejscowości. (2 miejscowości, 31 wiosek)
- 20 lipca 1894 – wioska Kuji zdobyła status miejscowości. (3 miejscowości, 30 wiosek)
- 20 maja 1896 – wioska Takakura wydzieliła się z części wioski Kegano. (3 miejscowości, 31 wiosek)
- 15 lipca 1954 – w wyniku połączenia miejscowości Ōta z wioskami Sato, Honda, Hatasome, Nishiozawa, Satake i Sachiku powstało miasto Hitachiōta. (2 miejscowości, 25 wiosek)
- 11 lutego 1955 – część wioski Morotono została włączona do wioski Shimoogawa, a część do miejscowości Yamagata z powiatu Naka. (2 miejscowości, 24 wioski)
- 15 lutego 1955 – miejscowość Kuji i wioski Sakamoto, Higashiozawa i Nakasato zostały włączone do miasta Hitachi. (1 miejscowość, 21 wiosek)
- 1 marca 1955: (1 miejscowość, 18 wiosek)
  - wioska Seya i część wsi Kawachi połączyły się z miastem Hitachiōta.
  - pozostała część Kawachi została włączona do wioski Somewada.
  - wioska Yamada i część Somewady utworzyły wioskę Suifu.
- 31 marca 1955: (1 miejscowość, 9 wiosek)
  - teren miejscowości Daigo powiększył się o wioski Yorigami, Fukuroda, Miyakawa, Yorigami, Kurosawa, Namase i część wsi Kamiogawa.
  - część wsi Seki oraz wioski Tamagawa, Ōga, Ōba, Kamino i części wsi Shizu (z powiatu Naka) zostały włączone do miejscowości Ōmiya (z powiatu Naka).
  - pozostałe części wsi Seki i Shimoogawa zostały włączone do miejscowości Yamagata (z powiatu Naka).
- 15 kwietnia 1955 – wioski Gundo, Kume, Kanagō, Kanasa zostały połączone tworząc wioskę Kanasagō. (1 miejscowość, 6 wiosek)
- 1 września 1956 – wioski Osato i Kami połączyły się tworząc wioskę Satomi. (1 miejscowość, 5 wiosek)
- 30 września 1956 – wioski Kegano i Takakura połączyła się z wioską Suifu. (1 miejscowość, 3 wioski)
- 1 listopada 1993 – wioska Kanasagō zdobyła status miejscowości. (2 miejscowości, 2 wioski)
- 1 grudnia 2004 – miejscowość Kanasagō oraz wioski Satomi i Suifu zostały połączone z miastem Hitachiōta. (1 miejscowość)[6]